# مازن عجاوي
مازن عجاوي  (5 يوليو 1953 -)، ممثل ومخرج أردني. يحمل شهادة البكالوريوس في التربية من الجامعة الأردنية عام 1976، وهو عضو في نقابة الفنانين.

## أعماله

### في التمثيل
| العمل                   | سنة الإنتاج | النوع | الدور   |
| ----------------------- | ----------- | ----- | ------- |
| لولو مرجان              | 2012        | مسلسل | ضيف شرف |
| الحلم المر              | 2003        | مسلسل |         |
| نقطة وسطر جديد          | 2003        | مسلسل |         |
| الأخدود                 | 2000        | مسلسل |         |
| أيام البركة             | 1987        | مسلسل |         |
| راعي الأوله             | 1986        | مسلسل | مزلوق   |
| معقول يا ناس            | 1985        | مسلسل |         |
| محاكم بلا سجون (ج1)     | 1985        | مسلسل |         |
| الزيارة                 | 1984        | مسلسل |         |
| قريه بلا سقوف           | 1982        | مسلسل | فلاح    |
| السعد وعد               | 1982        | مسلسل |         |
| قمر البر والبحر         | 1982        | مسلسل | سحويل   |
| السيف الذهبي            |             | مسلسل | فهمان   |
| لفكاهة في التراث العربي |             | مسلسل | قراقوش  |
| جرحك ياذيب              | عزام        | مسلسل |         |

### في الأخراج
| العمل           | السنة | النوع           | الدور          |
| --------------- | ----- | --------------- | -------------- |
| لولو مرجان 2    | 2013  | مسلسل           | مخرج           |
| حب في دوامة     | 2012  | فيلم            | مخرج           |
| لولو مرجان 1    | 2012  | مسلسل           | مخرج           |
| وين ماطقها عوجة | 2011  | مسلسل           | مخرج           |
| عائلة أبو حرب   | 2011  | مسلسل           | مخرج           |
| سامحونا بنحبكو  | 2010  | مسلسل           | مخرج           |
| مهاجي الأجاويد  | 2009  | مسلسل           | مخرج           |
| الحلم المر      | 2003  | مسلسل           | مخرج           |
| نقطة وسطر جديد  | 2003  | مسلسل           | مخرج منفذ      |
| الأخدود         | 2000  |                 | مخرج منفذ      |
| عقاب و شيهانة   | 1988  | سهرة تليفزيونية | مخرج مساعد     |
| المناهل         | 1987  | مسلسل           | مساعد مخرج     |
| معقول يا ناس    | 1985  | مسلسل           | مخرج           |
| سماح            |       | مسلسل           | مخرج           |
| متعب وعساف      |       |                 | مخرج           |
| الإنسان مرتين   |       |                 | مساعد مخرج     |
| سلامة تسلمك     |       | مسلسل           | مخرج           |
| جرناس والخرسا   |       | مسلسل           | مخرج           |
| نجمة والأستاذ   |       | مسلسل           | مخرج           |
| كيف وأخواتها    |       | برنامج          | المخرج المساعد |